# Vladimír Bažant
Vladimír Bažant (* 27. Mai 1920 in Písek; † 3. Juli 1973) war tschechischer Chemiker auf dem Fachgebiet der organischen Chemie.

## Leben
Bažant war Professor an der Universität für Chemie und Technologie in Prag und seit 1962 Mitglied der Tschechoslowakischen Akademie der Wissenschaften. Er beschäftigte sich vornehmlich mit Analysemethoden siliciumorganischer Verbindungen.